# 하비 게라 (2003년생 축구인)
하비에르 "하비" 게라 모레노 (Javier "Javi" Guerra Moreno, 2003년 5월 13일 ~ )는 스페인의 축구 선수이며, 발렌시아에서 미드필더로 뛰고 있다.